# Hastulopsis
Hastulopsis is een geslacht van weekdieren uit de klasse van de Gastropoda (slakken).

## Soorten
- Hastulopsis alveolata (Hinds, 1844)
- Hastulopsis amoena (Deshayes, 1859)
- Hastulopsis bilineata (Sprague, 2004)
- Hastulopsis blanda (Deshayes, 1859)
- Hastulopsis burchi (Bratcher & Cernohorsky, 1982)
- Hastulopsis campbelli (R. D. Burch, 1965)
- Hastulopsis castigata (A. H. Cooke, 1885)
- Hastulopsis cebuensis Gargiulo, 2014
- Hastulopsis conspersa (Hinds, 1844)
- Hastulopsis elialae (Aubry, 1994)
- Hastulopsis gotoensis (E. A. Smith, 1879)
- Hastulopsis loisae (E. A. Smith, 1903)
- Hastulopsis maestratii Terryn & Rosado, 2011
- Hastulopsis marmorata (Deshayes, 1859)
- Hastulopsis masirahensis Terryn & Rosado, 2016
- Hastulopsis melanacme (E. A. Smith, 1873)
- Hastulopsis mindanaoensis (Aubry, 2008)
- Hastulopsis minipulchra (Bozzetti, 2008)
- Hastulopsis mirbatensis Terryn & Rosado, 2016
- Hastulopsis pertusa (Born, 1778)
- Hastulopsis pseudopertusa (Bratcher & Cernohorsky, 1985)
- Hastulopsis suspensa (E. A. Smith, 1904)
- Hastulopsis turrita (E. A. Smith, 1873)
- Hastulopsis whiteheadae (Aubry & Marquet, 1995)